# Lucio Colletti
Lucio Colletti (ur. 8 grudnia 1924 r. w Rzymie – zm. 3 listopada 2001 r. w Venturina) – filozof polityki, profesor filozofii na Uniwersytecie w Rzymie.
Marksistą stał się na przełomie lat czterdziestych i pięćdziesiątych XX wieku pod wpływem Galvano della Volpego. Marksizm był według Collettiego filozofią zdecydowanie antyheglowską, a jej źródeł należy szukać raczej w epistemologii Immanuela Kanta i filozofii społecznej Jana Jakuba Rousseau. Za uleganie wpływom G. W. F. Hegla krytykował Fryderyka Engelsa oraz Włodzimierza I. Lenina i przeciwstawiał im całkowicie antyspekulatywną myśl Karola Marksa.
Colletti aktywnie uczestniczył w dyskusjach ideologicznych i teoretycznych we włoskim ruchu komunistycznym. Był jednym z autorów oraz sygnatariuszy  Manifestu 101, który był protestem członków PCI przeciwko krwawemu stłumieniu węgierskiej rewolucji 1956 przez Armię Radziecką. Do 1964 roku był członkiem Włoskiej Partii Komunistycznej. W 1974 roku w książce Intervista politico-filosofica ogłosił – w związku z odkryciem w marksowskiej analizie kapitalizmu dialektyki heglowskiej – zerwanie z marksizmem.
Do końca życia pozostał aktywnym zawodowo profesorem filozofii na Uniwersytecie w Rzymie.
Najważniejsze prace:
- Il marxismo e Hegel (1969);
- Ideologia e societa (1969);
- Intervista politico-filosofica (1974).